# 난고정 (미야기현)
난고정(南郷町)은 일본 미야기현 도다군에 속했던 정이다. 2006년 1월 1일에 고고타정과 합병해, 미사토정이 되어 소멸하였다.

## 지리
미야기현 중부에 위치한 마을이다. 오사키 평야에 위치하며 나루세 강을 따라 평탄한 지형이다. 마을의 표고는 1~8 m이다.

## 역사
- 1889년 4월 1일 - 정촌제 시행과 함께 도다군 난고촌이 성립하였다.
- 1954년 7월 1일 - 정으로 승격하였다.

## 교통

### 도로
- 국도 346호선